# Tykwa

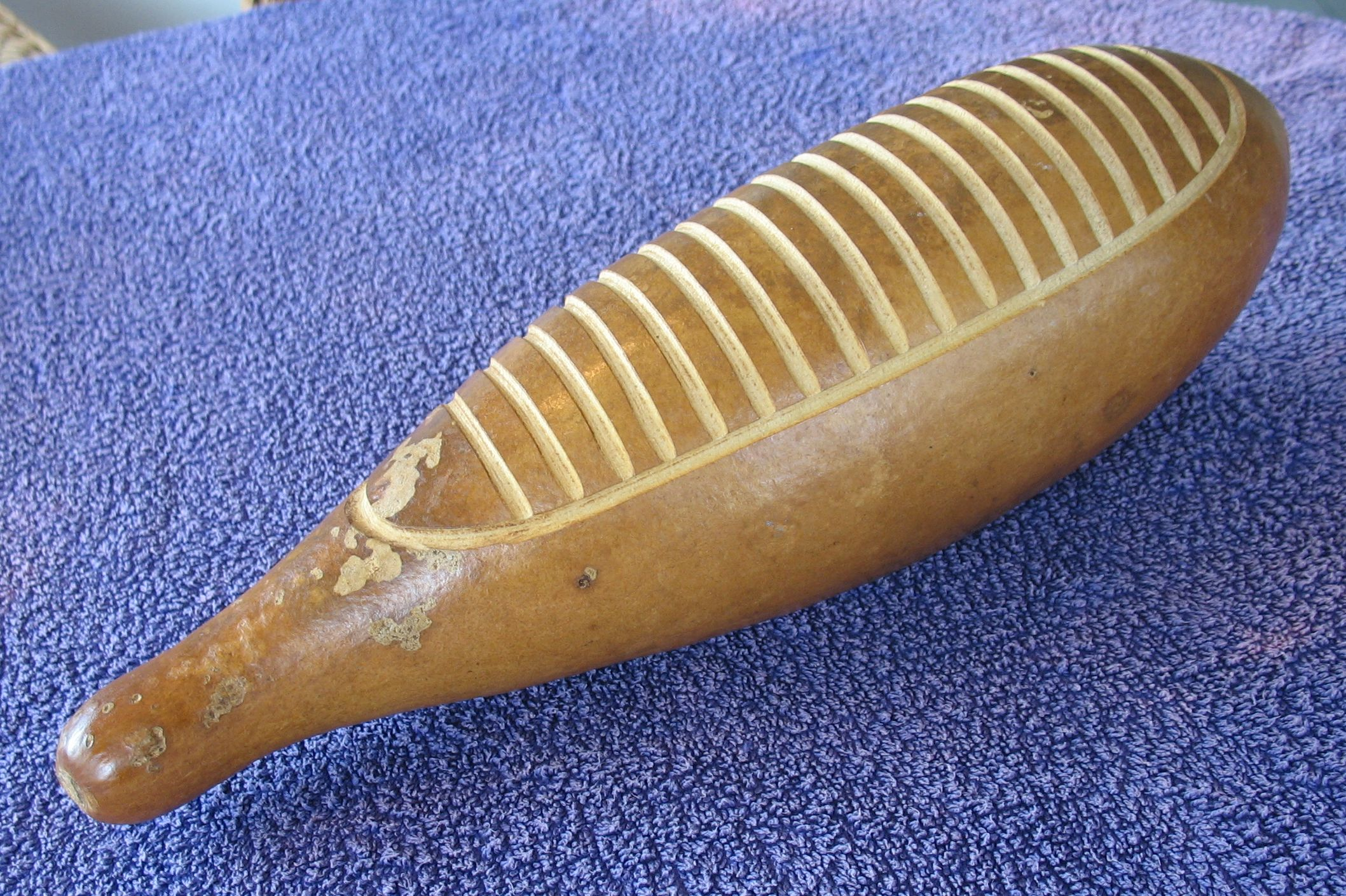
Güiro – kubański instrument muzyczny wykonany z tykwy

Tykwa (Lagenaria Ser.) – rodzaj jednorocznych, pnących roślin tropikalnych z rodziny dyniowatych. Obejmuje 6 gatunków. Występują one w Afryce środkowej i południowej, włącznie z Madagaskarem. Jako rośliny introdukowane obecne są na wszystkich kontynentach z wyjątkiem Antarktydy.

## Morfologia
ŁodygaPędy rośliny dochodzą do 2,5 m.
LiścieDuże, długości 10–14 cm.
KwiatyBiałe.
OwoceZdrewniałe i osiągają wielkość od 10 cm do 1 m. Mogą osiągać różne kształty: od okrągłych, poprzez gruszkowate do podłużnych. Kolor owocu zależny jest od gatunku. Owoce niektórych gatunków nadają się do jedzenia.

## Systematyka
Pozycja systematyczna według Angiosperm Phylogeny Website (2001...)
Rodzaj z rodziny dyniowatych z rzędu dyniowców, należących do kladu różowych w obrębie okrytonasiennych. W obrębie rodziny: podrodzina Cucurbitoideae, plemię Benincaseae.
Pozycja rodzaju w systemie Reveala (1993-1999)
Gromada okrytonasienne (Magnoliophyta Cronquist), podgromada Magnoliophytina Frohne & U. Jensen ex Reveal, klasa Rosopsida Batsch, podklasa ukęślowe (Dilleniidae Takht. ex Reveal & Takht.), nadrząd Cucurbitanae Reveal, rząd dyniowce (Cucurbitales Dumort.), podrząd Cucurbitineae Engl., rodzina dyniowate (Cucurbitaceae Juss.), rodzaj tykwa (Lagenaria Ser.)
Wykaz gatunków
- Lagenaria abyssinica (Hook.f.) C.Jeffrey
- Lagenaria breviflora (Benth.) Roberty
- Lagenaria guineensis (G.Don) C.Jeffrey
- Lagenaria rufa (Gilg) C.Jeffrey
- Lagenaria siceraria (Molina) Standl. – tykwa pospolita, kalebasa, lagenaria
- Lagenaria sphaerica (Sond.) Naudin

## Zastosowanie
Wykorzystywana jako roślina ozdobna – do celów dekoracyjnych wykorzystywane są owoce. Zrywa się je, gdy są już w pełni dojrzałe, tzn. zaczynają twardnieć i robią się lekkie, co pozwala zapobiec gniciu. Po zbiorze należy przechowywać je w suchym pomieszczeniu aż do całkowitego wysuszenia.
Roślina jadalna, wykorzystywana w postaci marynowanych pasków jako dodatek do sushi (kanpyo).
Wysuszone i wydrążone owoce (kalabasy) służą w wielu rejonach świata jako perkusyjne instrumenty muzyczne. W Afryce są to m.in. shekere czy berimbau (także w Brazylii), a w Ameryce Łacińskiej marakasy.
Tykwy bardzo często służą jako pojemnik do picia (np. Yerba mate), naczynia, łyżki i pojemniki. Rzeźbione tykwy pełnią też funkcje dekoracyjne.
HistoriaPierwszą wzmianką o uprawie tykwy pospolitej w Europie jest Hortulus – poemat szwabskiego mnicha z Reichenau Walafriusa Strabusa (807 – 849) w którym opisuje on swoje doświadczenia w uprawie tego gatunku.

## Uprawa
W Polsce nasiona tykwy można wysiać do doniczki na początku kwietnia i po ustąpieniu przymrozków przesadzić do gruntu lub siać bezpośrednio do gruntu w połowie kwietnia, początku maja. Nasiona i młode rośliny potrzebują dużo wody. Tykwy są roślinami ciepłolubnymi, więc powinny rosnąć w nasłonecznionym miejscu.